# ImgBurn
ImgBurn — бесплатная программа для записи CD, DVD и Blu-Ray, поддерживающая много различных типов образов дисков (файлы .cue поддерживаются с версии 2.4.0.0).
Программа позволяет записывать и считывать образы дисков, а также отдельно создавать образы, не записывая их, или же работать в режиме записи файлов и папок. Также есть режим проверки диска.
Lightning UK!, автор программы ImgBurn, начал её разработку после остановки разработки предыдущего проекта, DVD Decrypter, в связи с требованием компании Macrovision..
- Поддерживаемые форматы: BIN, CUE, DI, DVD, GI, IMG, ISO, MDS, NRG, PDI и другие.
- Полноценная поддержка названий папок/файлов в системе юникод.
- Работает в операционных системах Windows 95, 98, ME, NT4.0, 2000, XP, 2003, Vista, 7, 10 (включая все 64-битные версии); официально поддерживает Wine.
- ImgBurn является относительно маленькой программой (по сравнению со схожими программами).

ImgBurn поддерживает более 30 языков (перевод касается только управления программой; ошибки, предупреждения, подсказки, отчёты не переводятся), включая русский (перевод Дмитрия Ерохина и Алексея Нама) и украинский (перевод Влада Лозинского). .lng-файл перевода должен быть помещен в подкаталог Languages в главном каталоге программы; используемый язык переключается вручную (Tools, Settings, tab General, Languages/Сервис, Настройки, закладка Общие, Язык).